# Cervone, Ujhorod
Cervone (în ucraineană Червоне) este o comună în raionul Ujhorod, regiunea Transcarpatia, Ucraina, formată numai din satul de reședință.

## Demografie
Componența lingvistică a comunei Cervone
     Ucraineană (85,5%)
     Maghiară (13,46%)
     Alte limbi (0,81%)
Conform recensământului din 2001, majoritatea populației comunei Cervone era vorbitoare de ucraineană (85,5%), existând în minoritate și vorbitori de maghiară (13,46%).